# Niels Arden Oplev
Niels Arden Oplev, född 26 mars 1961, är en dansk regissör.
Oplev har gjort den Emmybelönade TV-serien Ørnen – en krimi-odyssé. Dessutom regisserade han tre avsnitt av Mordkommissionen samt den svenska thrillern Män som hatar kvinnor som gjorde stor succé.